# 雪嶽山國立公園
雪嶽山國立公園（：／ Seoraksan Gungnip Gongwon */?）是位於韓國江原道束草市、襄陽郡、麟蹄郡、高城郡的山岳型國立公園。1970年3月24日與俗離山國立公園、漢拏山國立公園被同時指定，總面積398平方公里。
雪嶽山位于太白山脉北部緊臨江原道束草市是韩国东部山地的最高峰，高达1708米，因山顶一年有五六个月被白雪覆盖而得名。 雪嶽山於1965年時被指定為171號天然紀念物。

## 沿革
- 1965年11月5日：雪嶽山天然保護區域指定 (天然紀念物第171號)。
- 1970年3月24日：國立公園指定。
- 1982年8月12日：生物圈保護區指定 (聯合國教科文組織)。
- 1987年8月5日：雪嶽山國立公園五色、百潭、長壽台分所開所。
- 1991年4月23日：國立公園業務移管 (建設部→內務部)。
- 1998年2月28日：國立公園業務移管 (內務部→環境部)。
- 2003年8月30日：國立公園區域追加指定 (398.53km²)。

## 關聯區域
- 江原道
  - 束草市
  - 高城郡
  - 襄陽郡
  - 麟蹄郡

## 图片集

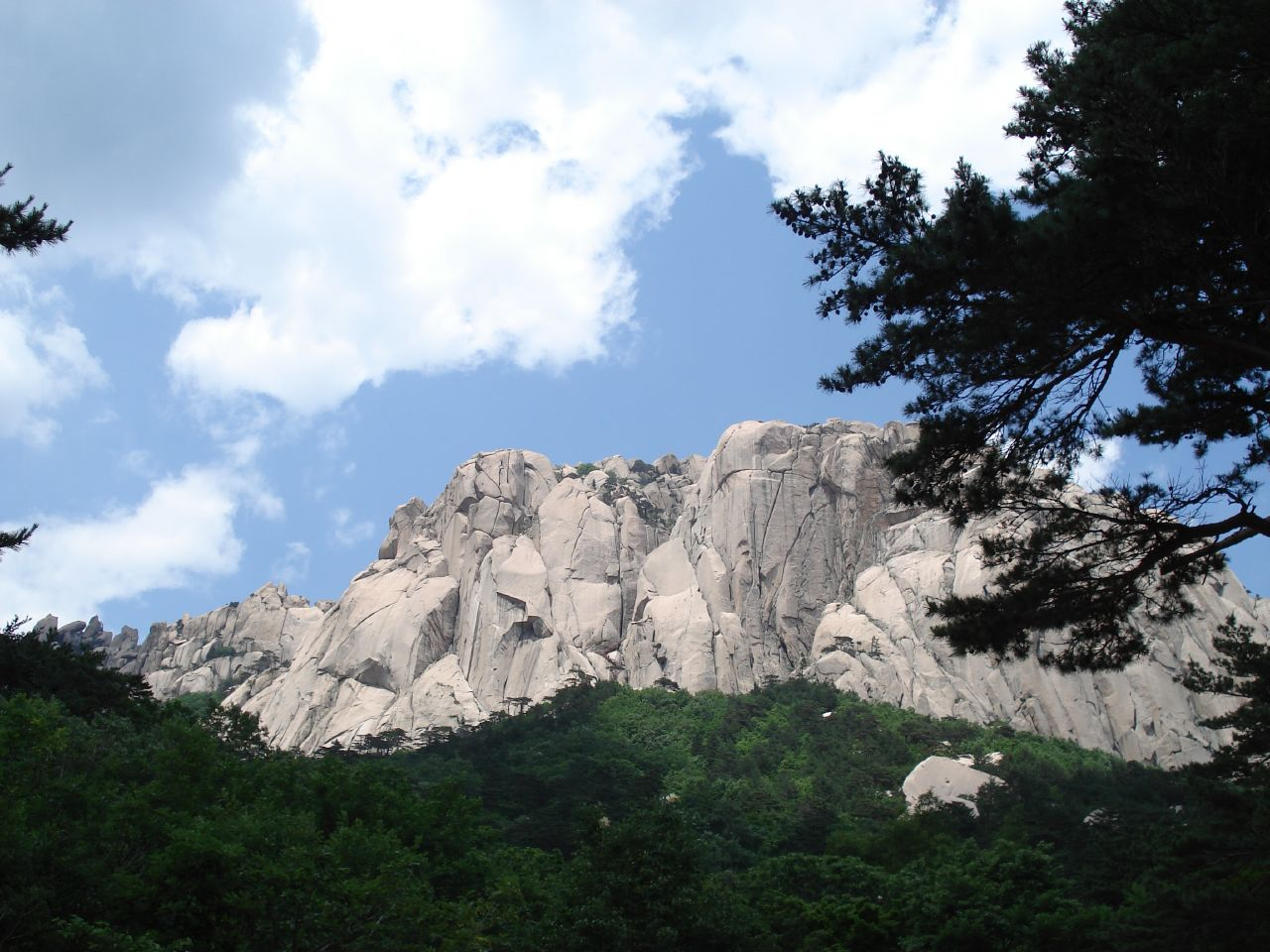
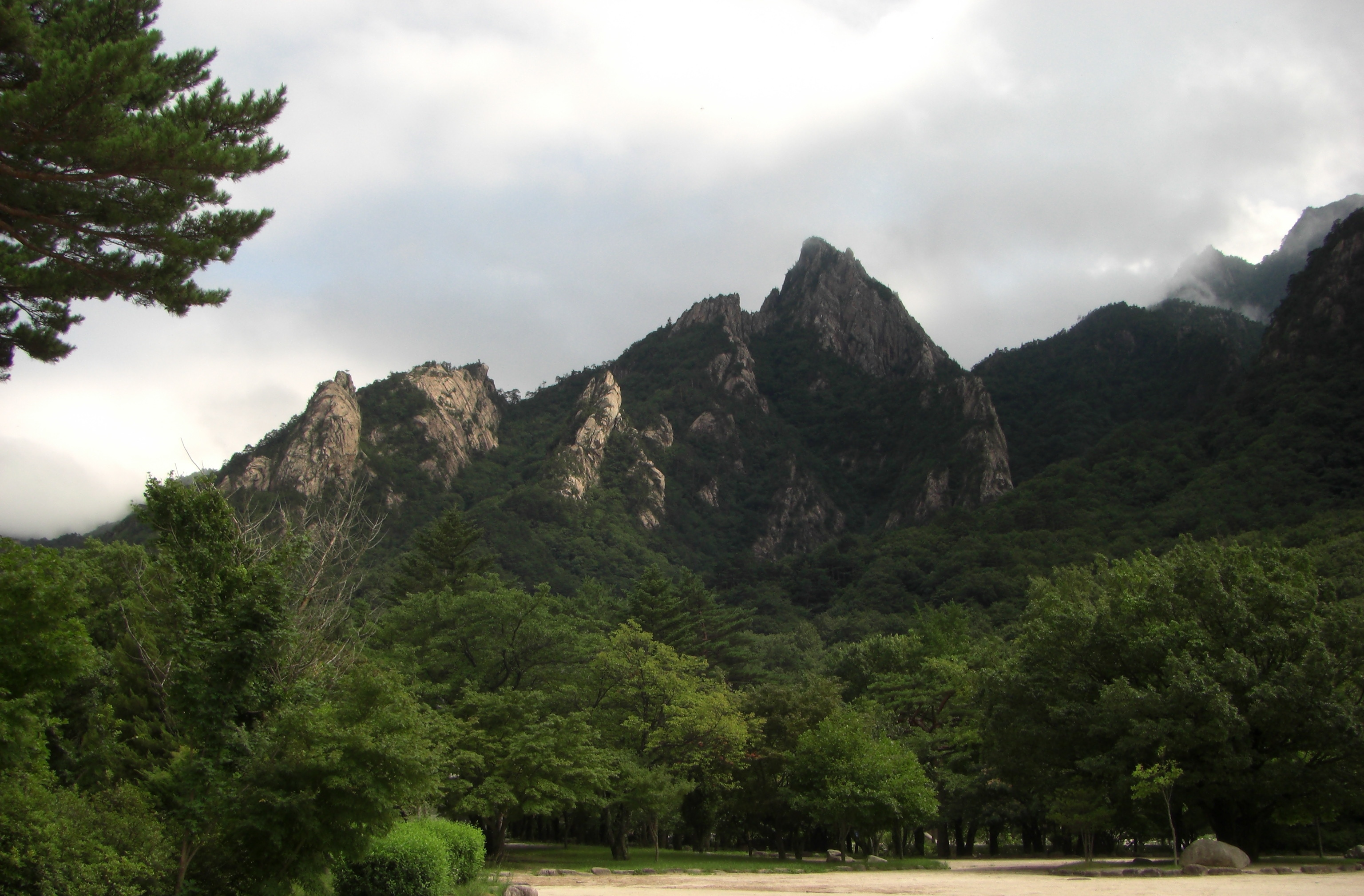
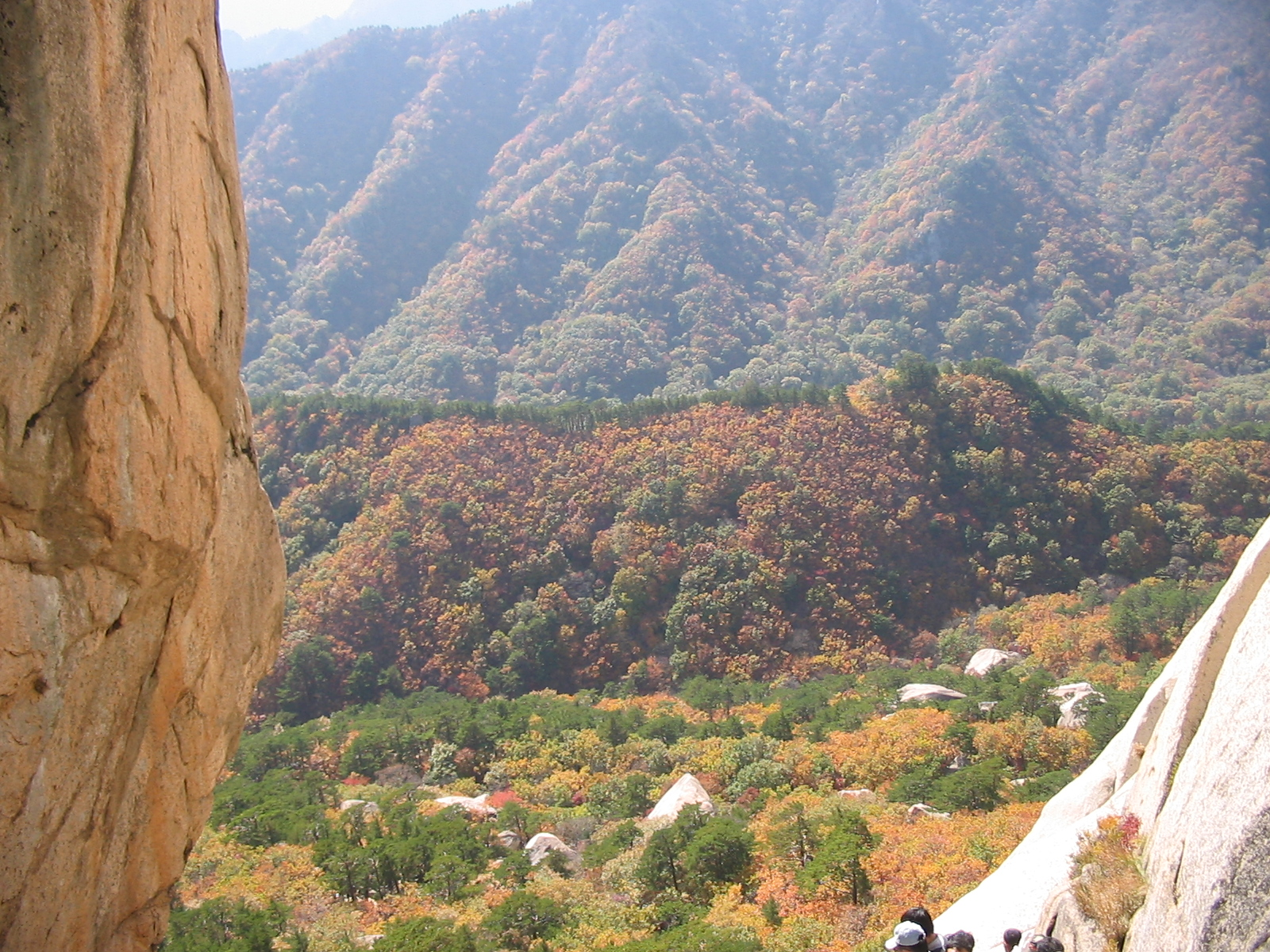
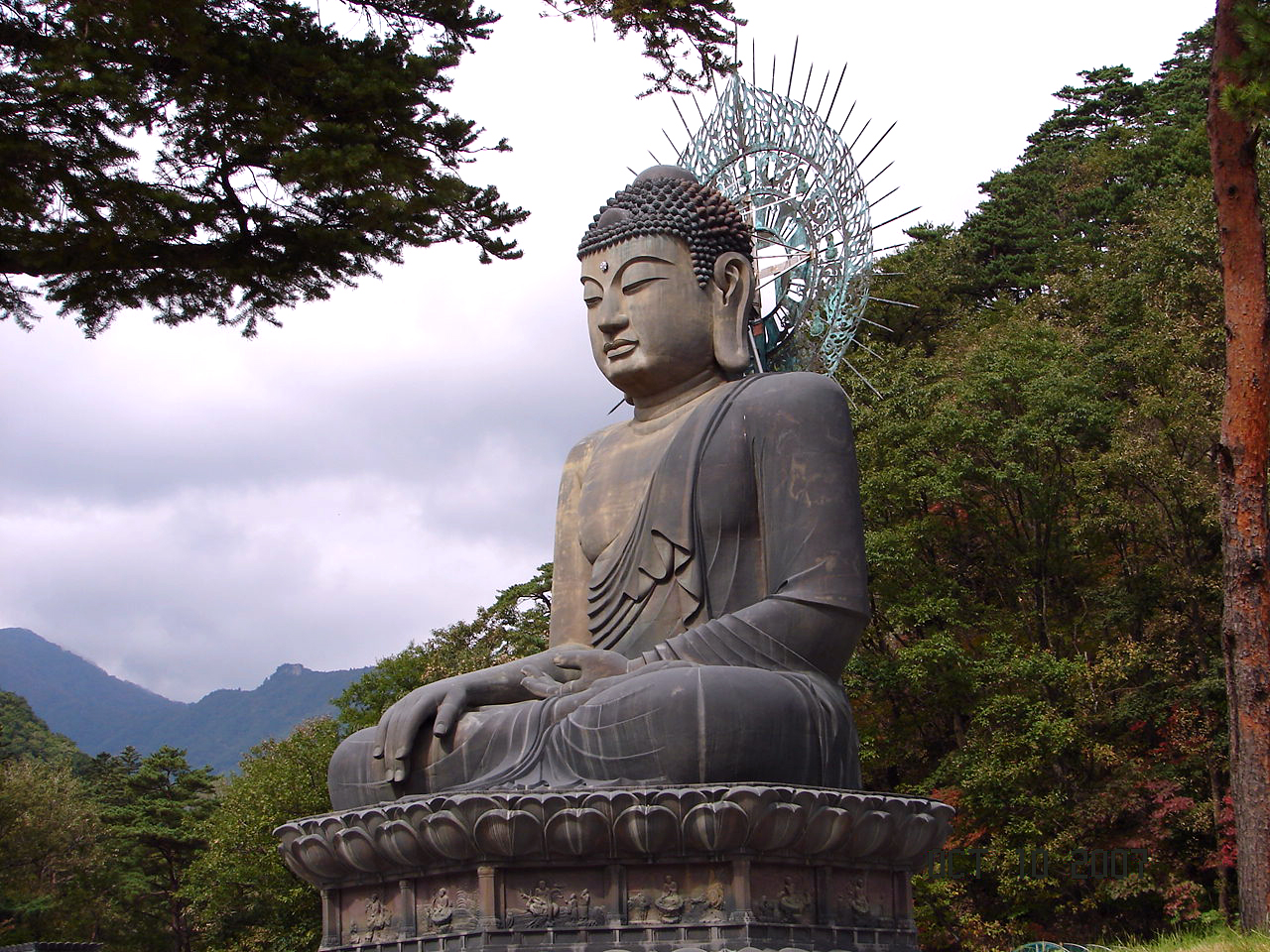
雪岳山新兴寺大佛
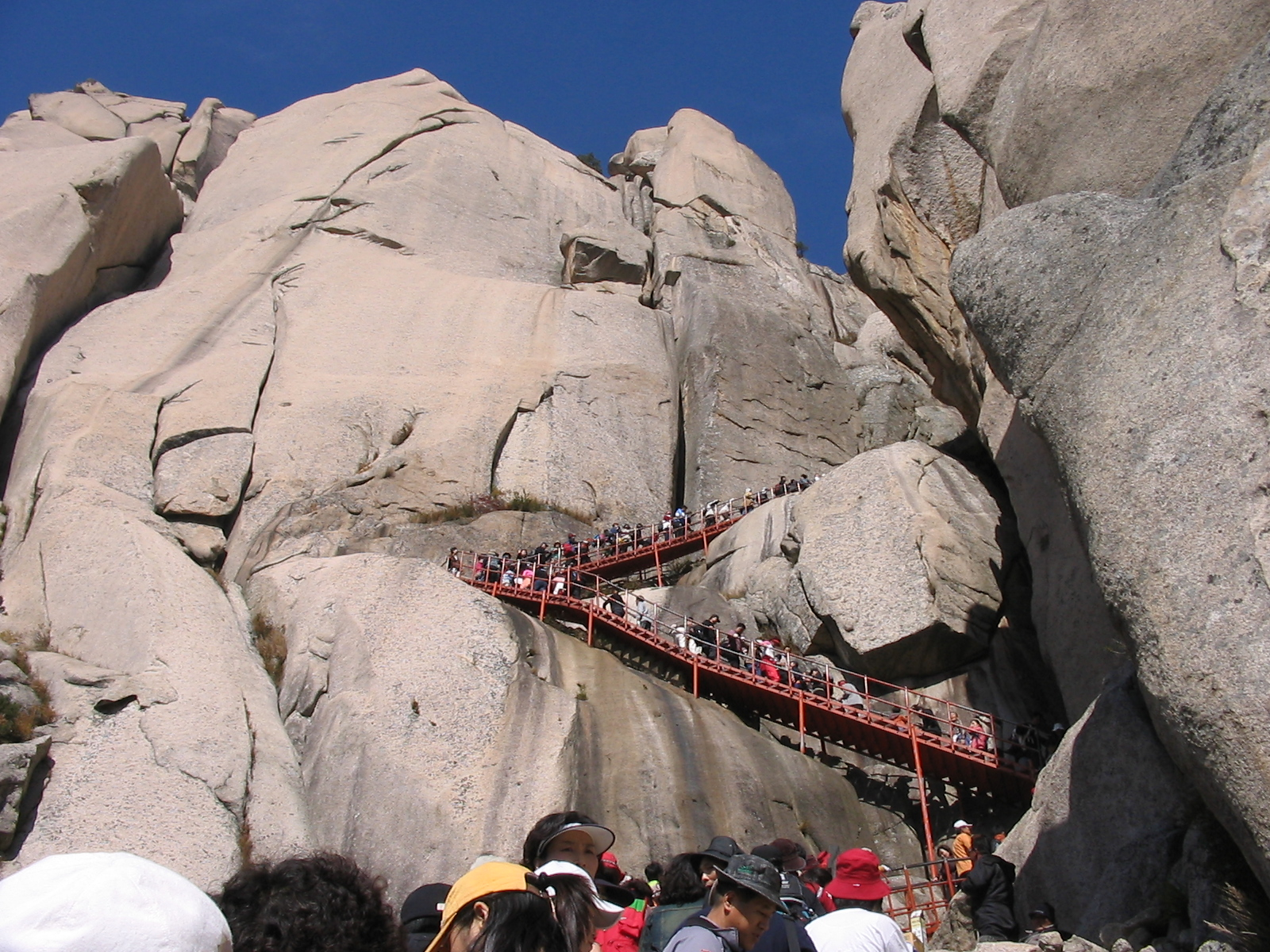
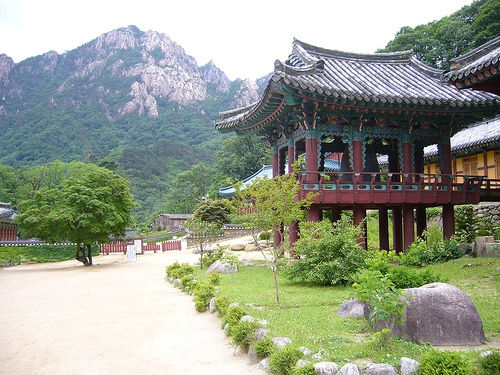
雪岳山新兴寺
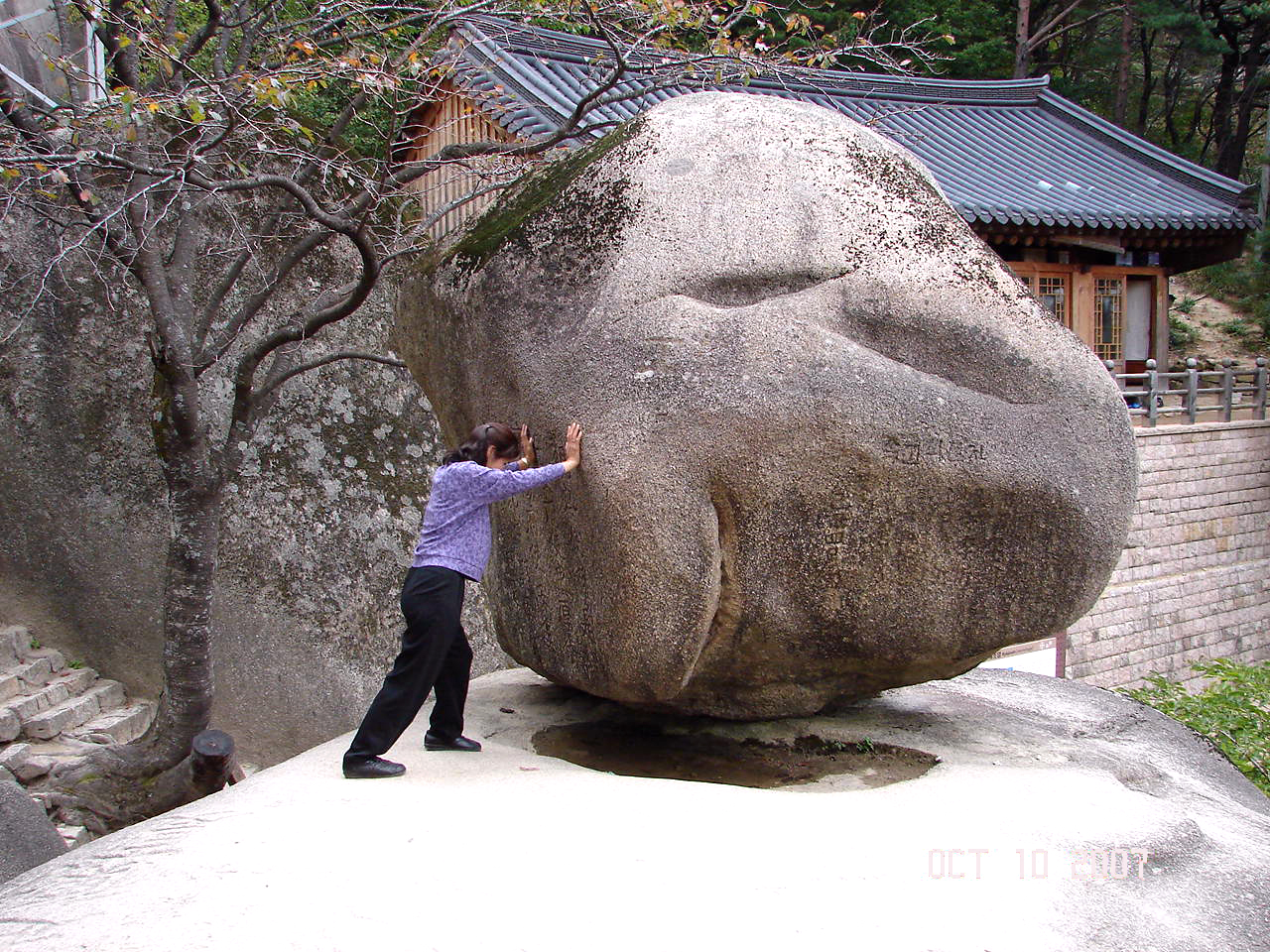
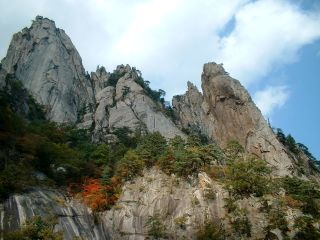
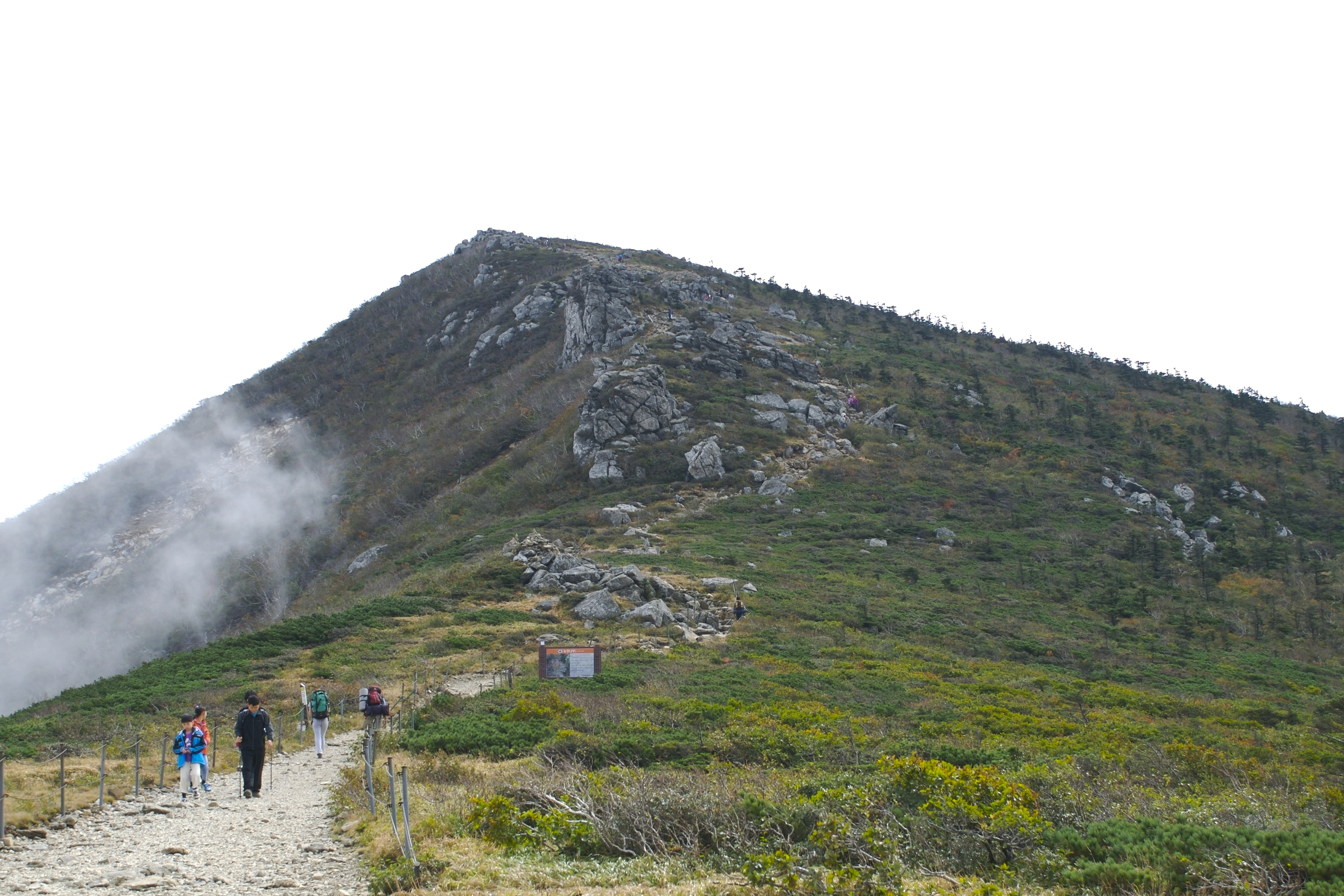
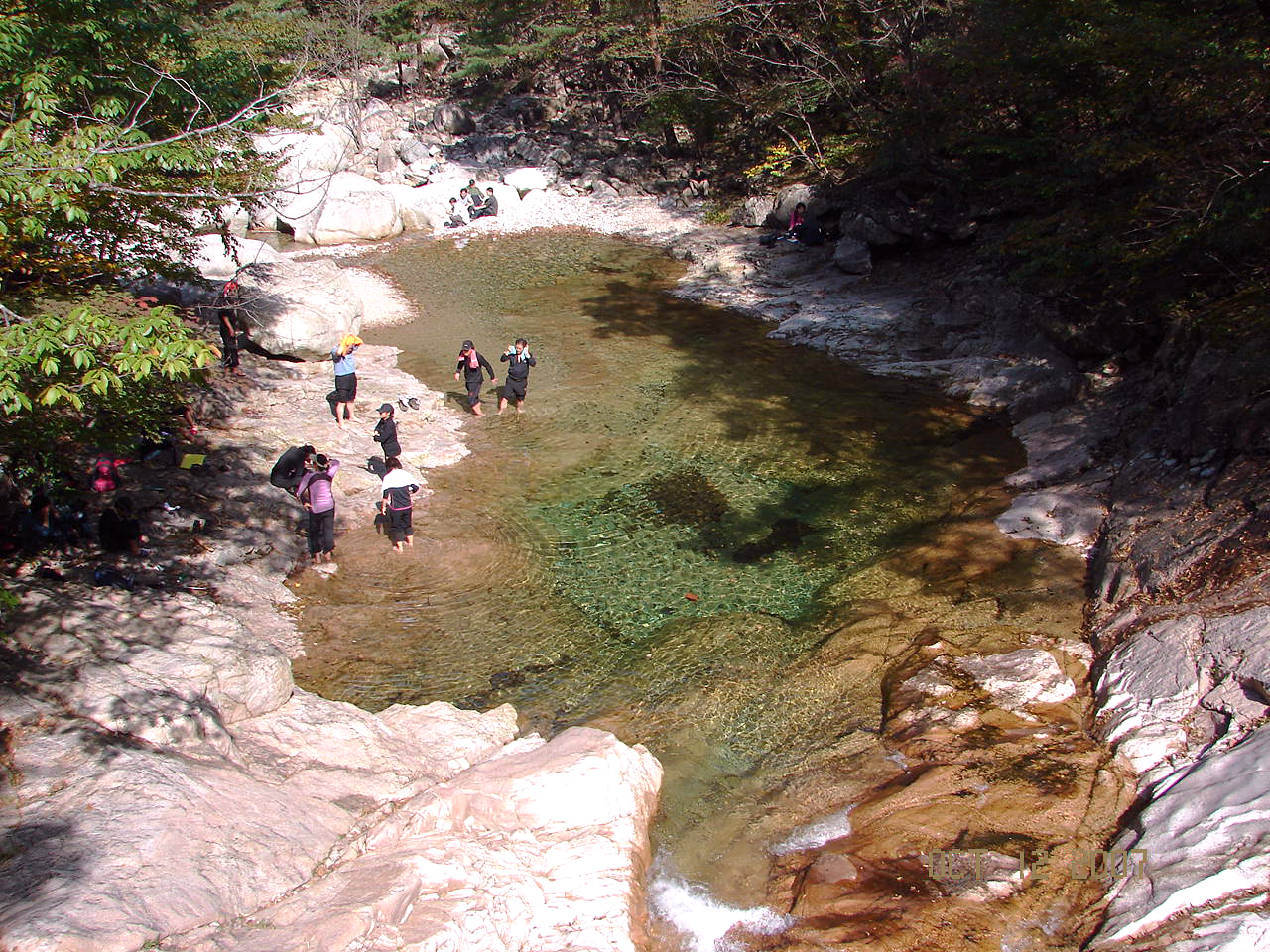
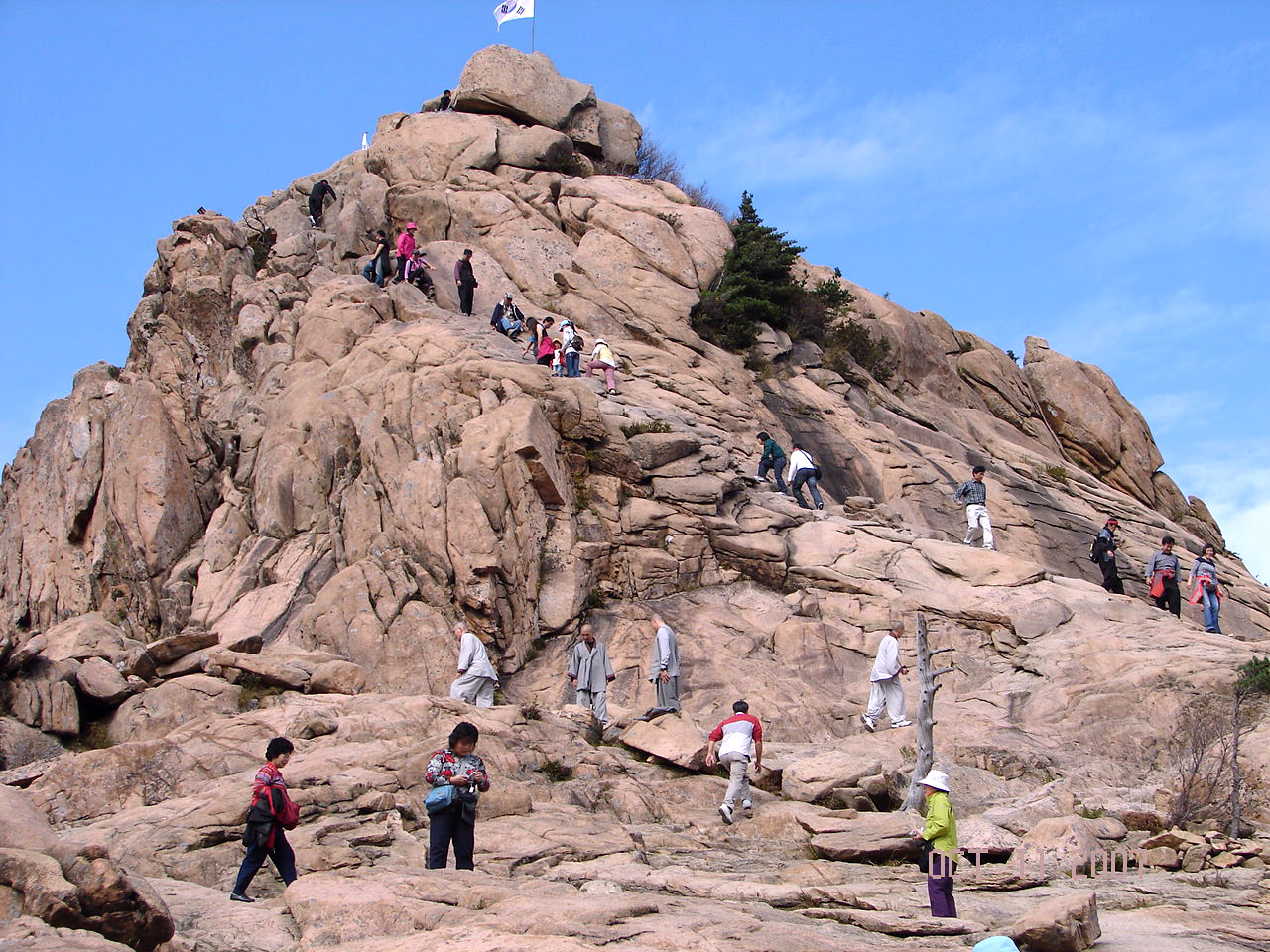